# رونالد دومينيك
رونالد دومينيك (بالإنجليزية: Ronald Dominique) هو قاتل متسلسل أمريكي، ولد في 9 يناير 1964 في ثيبودوكس في الولايات المتحدة.